# بانیوالا موهره
بانیوالا موهره (به انگلیسی: Banniwala Mohra) یک شهر در پاکستان است که در اسلام‌آباد واقع شده‌است. بانیوالا موهره ۵۱۴ متر بالاتر از سطح دریا واقع شده‌است.